# International Standard Payload Rack

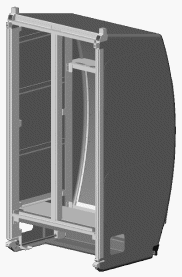
International Standard Payload Rack

Ein International Standard Payload Rack (ISPR) ist ein Standardforschungsmodul (auch: Haltevorrichtung oder Rack) für die europäischen, US-amerikanischen und japanischen Module der Internationalen Raumstation (ISS).
Damit soll eine möglichst leichte Integration, hohe Flexibilität und bessere Organisation für Forschungsprojekte erreicht werden.
Jedes ISPR hat etwa die Größe einer Telefonzelle und umfasst ein autonomes, unabhängiges Modul (z. B. Forschungslabor) mit Energieversorgung, Kühlung sowie Video- und Daten-Schnittstellen zur Kontrolle vom irdischen Kontroll- und Forschungszentrum aus. Es werden auch vereinzelt Sonderformen an Schnittstellen unterstützt, um spezifische Anwendungen zu ermöglichen.

## Spezifika
Ein ISPR hat ein Volumen von 1,571 m³ (Maße: etwa 2 m hoch; 1,05 m breit; 85,9 cm tief) und die Masse von 104 kg. Es kann zusätzlich Ausrüstung von 700 kg aufnehmen und hat dazu interne Verbindungspunkte. Erweiterungen beziehungsweise Adapter ermöglichen zudem den Einbau von kleineren Racks, wie dem Spacelab Standard Interface Rack (SIR) oder den Space Shuttle Middeck Locker oder Anbauten an der Frontseite, wie Laptop-Halterungen. Auf jeder Seite eines Racks können über weitere Schnittstellen Kabel zu benachbarten Racks geführt werden. Befestigt werden die ISPRs an ihrem oberen und unteren Ende, wobei unten zusätzlich ein Verschlussmechanismus zur Sicherung existiert.
ISPRs können zur Forschung, z. B. für Experimenteinschübe in Standard-Einbaugröße (Experiment Container Modules (ECM)), zur Steuerung oder als Lagerraum genutzt werden.

## Submodule
Submodule sind kleinere Module, die wiederum in ein ISPR eingebaut werden können. Diese dienen dann der Forschung, als Adapter für verschiedenste Gerätschaften oder einfach zur sortierten Lagerung.
Folgende ausgewählte Submodule können in ein ISPR installiert werden:
- Einschübe (Drawer) nach International Sub-rack Interface Standard (ISIS), auch ISIS Drawer
- ISS Schrankmodule (ISS Locker)
- Einschub nach Mid-deck Locker Equivalent (MLE):
  - Space Shuttle Middeck Storage Locker (MDL)
  - Spacelab Standard Interface Rack (SIR)
- EXPRESS Rack

## ISPRs auf der ISS

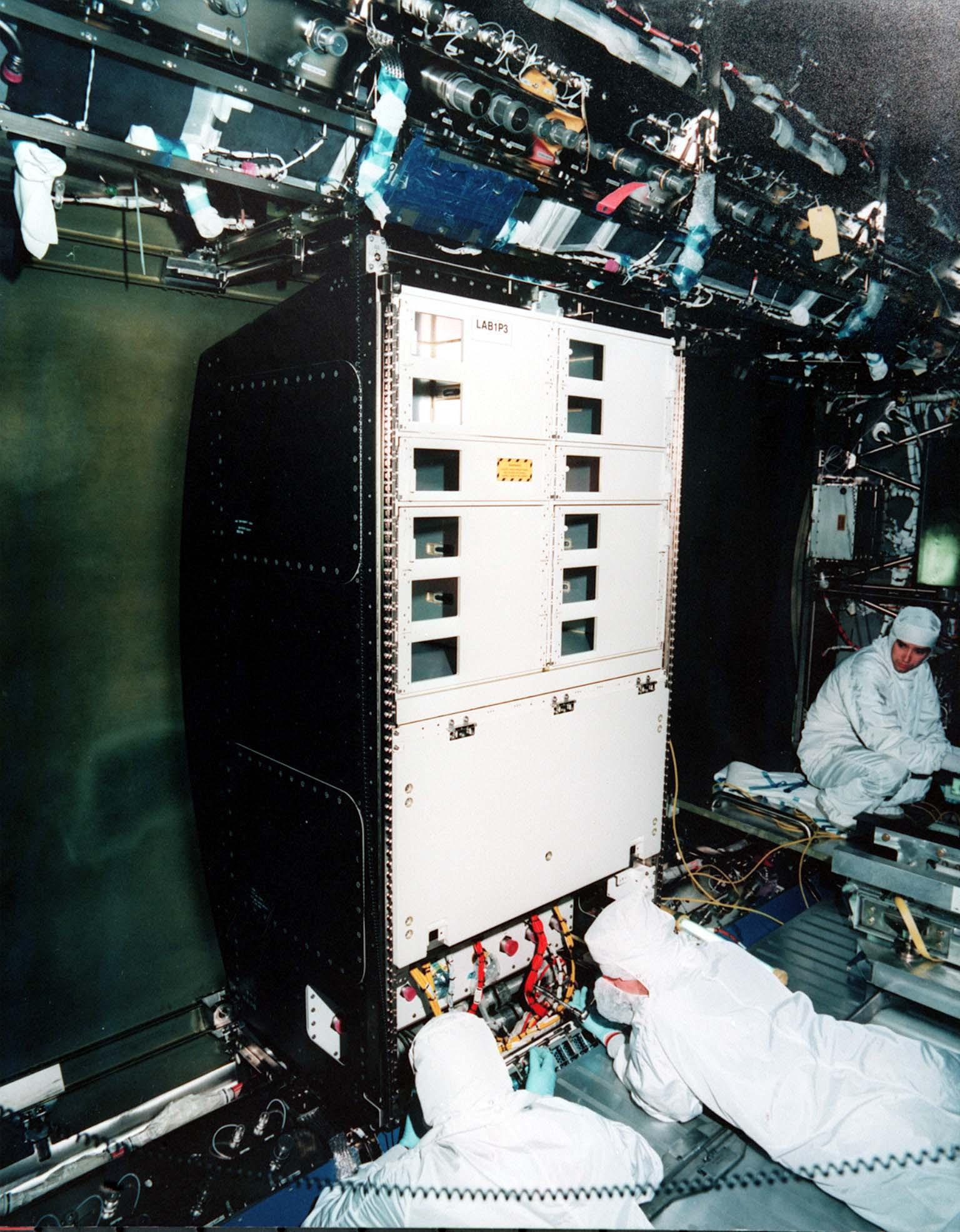
Das erste ISPR wird im Destiny-Modul installiert

- Im Columbus-Raumlabor der Europäischen Weltraumorganisation (ESA) finden insgesamt 16 Racks Platz, davon 5 Forschungsmodule der NASA, 5 der ESA, 3 zur Lagerung und 3 für Systemoperationen. Darunter befinden sich:
  - Fluid Science Laboratory (FSL)
  - European Physiology Modules (EPM)
  - Biolab (BLB)
  - European Drawer Rack (EDR)
  - European Transport Carrier (ETC)
  - Microgravity Science Glovebox (MSG) – 2008 vom US-Modul Destiny ins Columbus-Modul umgesetzt und später wieder in das Destiny-Modul integriert.
  - Materials Science Laboratory (MSL)
- im amerikanischen Forschungslabor Destiny finden insgesamt 23 Standard-Racks Platz
- im Japanese Experiment Module Kibō finden insgesamt 23 Standard-Racks Platz, davon 10 zur Forschung
  - 8 weitere können in einem Ergänzungsmodul (Experiment Logistics Module (ELM)) untergebracht werden